# 궈타이치

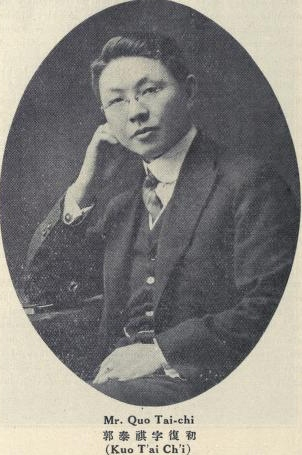
궈타이치

궈타이치(郭泰祺, 1888년~1952년)는 중화민국의 외교관이자 중화민국 초기부터 중국 국민당의 활동적인 일원이었다.
궈타이치는 1888년 후베이성에서 태어났으며 1911년 미국의 펜실베이니아 대학교를 졸업하였다.
그는 파리 강화회담, 1918~1919년에서 중국의 기술대표들 가운데 한 명이었다. 대전(大戰)의 승리자들이 전리품 타협과 패전국 처벌에 관해 협상하고 있던 시기에 궈타이치는 공격적이고 군국주의적인 일본인들이 소유하게 놔두는 것보다 산둥성을 독일인들이 점유하도록 하는 편이 더 낫다고 논쟁적으로 언급하였다. 중국 대표의 바람들은 유럽 세력에 의해 크게 무시되었고, 일본의 점령욕이 집단 학살로 이어짐이 입증되면서 이후 30년 넘게 궈타이치의 말은 예언적으로 맞아들어졌다.
궈타이치는 1920년 "민주주의를 위한 중국의 싸움"(China's Fight for Democracy)이라는 제목의 책을 영어로 출판하였으며 당시 중국 국민당은 중국을 민주공화국으로 재통일하고자 여러 지역 군 지도자들에 대항하여 활발히 고군분투하고 있었다.
1941년 4월, 궈타이치는 중국 국민당의 중앙상무집행위원회에 의해 왕충후이의 뒤를 이어 외무부 장관으로 임명되었다. 외무부 장권으로 있던 시기에 그는 19세기 이후로 중국에서 미국과 영국에 의해 발휘된 특수하고 법역 외의 권한을 끝내는 것을 협의했다.
궈타이치는 1946년 미국 샌프란시스코에서 새로 창설된 유엔에서 중국을 대표했다. 또, 그는 뉴욕에서 1946년 3월 열린 유엔 안전 보장 이사회의 발회를 주재했다.
궈타이치는 1952년 2월 캘리포니아주 산타바라라에서 63세의 나이로 사망했다.